# Автошлях О 020106
Автошля́х О 020106 — автомобільний шлях довжиною 30,9 км, обласна дорога місцевого значення в Вінницькій області. Пролягає по Жмеринському та Барському районах від селища Лугове до села Маньківці.